# William Robinson (nuotatore)
William Walker Robinson (Airdrie, 23 giugno 1870 – Liverpool, 4 luglio 1940) è stato un nuotatore britannico.

## Palmarès

### Olimpiadi
- Argento a Londra 1908 nei 200 metri rana.